# D'une planète à l'autre
D'une planète à l'autre (titre original : Planet in Combat/Between Planets) est un roman de science-fiction écrit par Robert A. Heinlein et publié en 1951.